# Campionato sudamericano maschile di pallavolo 2015
Il campionato sudamericano maschile di pallavolo 2015 si è svolto dal 30 settembre al 4 ottobre 2015 a Maceió, in Brasile: al torneo hanno partecipato otto squadre nazionali sudamericane e la vittoria finale è andata per la trentesima volta, la venticinquesima consecutiva, al Brasile.

## Impianti
|                                                              |  |  |
|                                                              |  |  |
| Ginásio do Sesi Città: Maceió Capienza: - Anno d'apertura: - |  |  |

## Regolamento

### Formula
Le squadre hanno disputato una prima fase a gironi con formula del girone all'italiana; al termine della prima fase:
- Le prime due classificate di ogni girone hanno acceduto alla fase finale per il primo posto, strutturata in semifinali, finale per il terzo posto e finale.
- La terza classificata di ogni girone ha disputato la finale per il quinto posto.
- L'ultima classificata di ogni girone ha disputato la finale per il settimo posto.

### Criteri di classifica
Se il risultato finale è stato di 3-0 o 3-1 sono stati assegnati 3 punti alla squadra vincente e 0 a quella sconfitta, se il risultato finale è stato di 3-2 sono stati assegnati 2 punti alla squadra vincente e 1 a quella sconfitta.
L'ordine del posizionamento in classifica è stato definito in base a:
- Numero di partite vinte;
- Punti;
- Ratio dei set vinti/persi;
- Ratio dei punti realizzati/subiti;
- Risultati degli scontri diretti.

## Squadre partecipanti
| Squadra   | Qualificazione      | Ultima partecipazione |
| --------- | ------------------- | --------------------- |
| Argentina | -                   | Brasile 2013          |
| Brasile   | Paese organizzatore | Brasile 2013          |
| Cile      | -                   | Brasile 2013          |
| Colombia  | -                   | Brasile 2013          |
| Guyana    | -                   | Venezuela 1997        |
| Perù      | -                   | Colombia 2009         |
| Uruguay   | -                   | Brasile 2011          |
| Venezuela | -                   | Brasile 2011          |

## Torneo

### Fase a gironi
| Girone A  | Girone B  |
| --------- | --------- |
| Brasile   | Argentina |
| Cile      | Colombia  |
| Perù      | Guyana    |
| Venezuela | Uruguay   |

#### Girone A

##### Risultati
| 30 settembre 2015 Ginásio do Sesi, Maceió Durata: ? - Spettatori: ? | Cile      | 1 - 3 | Venezuela | 25-17, 17-25, 21-25, 20-25 |
| 30 settembre 2015 Ginásio do Sesi, Maceió Durata: ? - Spettatori: ? | Brasile   | 3 - 0 | Perù      | 25-8, 25-9, 25-15          |
| 1º ottobre 2015 Ginásio do Sesi, Maceió Durata: ? - Spettatori: ?   | Venezuela | 3 - 1 | Perù      | 20-25, 25-19, 26-24, 25-11 |
| 1º ottobre 2015 Ginásio do Sesi, Maceió Durata: ? - Spettatori: ?   | Cile      | 1 - 3 | Brasile   | 25-23, 18-25, 14-25, 23-25 |
| 2 ottobre 2015 Ginásio do Sesi, Maceió Durata: ? - Spettatori: ?    | Perù      | 0 - 3 | Cile      | 23-25, 16-25, 21-25        |
| 2 ottobre 2015 Ginásio do Sesi, Maceió Durata: ? - Spettatori: ?    | Brasile   | 3 - 0 | Venezuela | 25-16, 25-8, 25-14         |

##### Classifica
| Pos | Squadra   | Pt | G | V | P | SV | SP | Ratio | PF  | PS  | Ratio |
| --- | --------- | -- | - | - | - | -- | -- | ----- | --- | --- | ----- |
| 1   | Brasile   | 9  | 3 | 3 | 0 | 9  | 1  | 9.000 | 248 | 150 | 1.653 |
| 2   | Venezuela | 6  | 3 | 2 | 1 | 6  | 5  | 1.200 | 226 | 237 | 0.953 |
| 3   | Cile      | 3  | 3 | 1 | 2 | 5  | 6  | 0.833 | 238 | 250 | 0.952 |
| 4   | Perù      | 0  | 3 | 0 | 3 | 1  | 9  | 0.111 | 171 | 246 | 0.695 |

#### Girone B

##### Risultati
| 30 settembre 2015 Ginásio do Sesi, Maceió Durata: ? - Spettatori: ? | Colombia  | 3 - 0 | Uruguay   | 25-18, 25-18, 25-18        |
| 30 settembre 2015 Ginásio do Sesi, Maceió Durata: ? - Spettatori: ? | Argentina | 3- 0  | Guyana    | 25-9, 25-9, 25-13          |
| 1º ottobre 2015 Ginásio do Sesi, Maceió Durata: ? - Spettatori: ?   | Colombia  | 3 - 0 | Guyana    | 25-22, 25-15, 25-20        |
| 1º ottobre 2015 Ginásio do Sesi, Maceió Durata: ? - Spettatori: ?   | Uruguay   | 0 - 3 | Argentina | 12-25, 16-25, 16-25        |
| 2 ottobre 2015 Ginásio do Sesi, Maceió Durata: ? - Spettatori: ?    | Guyana    | 0 - 3 | Uruguay   | 14-25, 14-25, 23-25        |
| 2 ottobre 2015 Ginásio do Sesi, Maceió Durata: ? - Spettatori: ?    | Argentina | 3 - 1 | Colombia  | 25-17, 28-26, 20-25, 25-19 |

##### Classifica
| Pos | Squadra   | Pt | G | V | P | SV | SP | Ratio | PF  | PS  | Ratio |
| --- | --------- | -- | - | - | - | -- | -- | ----- | --- | --- | ----- |
| 1   | Argentina | 9  | 3 | 3 | 0 | 9  | 1  | 9.000 | 248 | 162 | 1.530 |
| 2   | Colombia  | 6  | 3 | 2 | 1 | 7  | 3  | 2.333 | 237 | 209 | 1.133 |
| 3   | Uruguay   | 3  | 3 | 1 | 2 | 3  | 6  | 0.500 | 173 | 201 | 0.860 |
| 4   | Guyana    | 0  | 3 | 0 | 3 | 0  | 9  | 0.000 | 139 | 225 | 0.617 |

### Finali 1º e 3º posto
|  | Semifinali | Semifinali | Semifinali |         |           | Finale 1º/2º posto | Finale 1º/2º posto | Finale 1º/2º posto |  |
|  |            |            |            |         |           |                    |                    |                    |  |
|  | Argentina  | Argentina  | 3          |         |           |                    |                    |                    |  |
|  | Argentina  | Argentina  | 3          |         |           |                    |                    |                    |  |
|  | Venezuela  | Venezuela  | 1          |         |           |                    |                    |                    |  |
|  | Venezuela  | Venezuela  | 1          |         | Argentina | Argentina          | 0                  |                    |  |
|  |            |            |            |         | Argentina | Argentina          | 0                  |                    |  |
|  |            |            | Brasile    | Brasile | 3         |                    |                    |                    |  |
|  | Brasile    | Brasile    | Brasile    | Brasile | 3         | 3                  |                    |                    |  |
|  | Brasile    | Brasile    |            |         |           | 3                  |                    |                    |  |
|  | Colombia   | Colombia   | 0          |         |           | Finale 3º/4º posto | Finale 3º/4º posto | Finale 3º/4º posto |  |
|  | Colombia   | Colombia   | 0          |         |           |                    |                    |                    |  |
|  |            |            |            |         |           |                    |                    |                    |  |
|  |            |            |            |         |           | Venezuela          | Venezuela          | 0                  |  |
|  |            |            |            |         |           | Venezuela          | Venezuela          | 0                  |  |
|  |            |            |            |         |           | Colombia           | Colombia           | 3                  |  |

#### Semifinali
| 3 ottobre 2015 Ginásio do Sesi, Maceió Durata: ? - Spettatori: ? | Argentina | 3 - 1 | Venezuela | 25-18, 20-25, 25-16, 25-17 |
| 3 ottobre 2015 Ginásio do Sesi, Maceió Durata: ? - Spettatori: ? | Brasile   | 3 - 0 | Colombia  | 25-19, 25-14, 25-10        |

#### Finale 3º posto
| 4 ottobre 2015 Ginásio do Sesi, Maceió Durata: ? - Spettatori: ? | Venezuela | 0 - 3 | Colombia | 21-25, 25-27, 21-25 |

#### Finale
| 4 ottobre 2015 Ginásio do Sesi, Maceió Durata: ? - Spettatori: ? | Argentina | 0 - 3 | Brasile | 16-25, 19-25, 16-25 |

### Finale 5º posto
| 3 ottobre 2015 Ginásio do Sesi, Maceió Durata: ? - Spettatori: ? | Cile | 3 - 1 | Uruguay | 25-19, 23-25, 25-16, 25-18 |

### Finale 7º posto
| 3 ottobre 2015 Ginásio do Sesi, Maceió Durata: ? - Spettatori: ? | Guyana | 0 - 3 | Perù | 19-25, 14-25, 17-25 |

## Podio

### Campione
Formazione: 1 Bruno de Rezende, 2 Isac Santos, 3 Raphael de Oliveira, 4 Sérgio dos Santos, 5 Maurício de Souza, 6 Evandro Guerra, 7 Lucas Saatkamp, 8 Ricardo Lucarelli, 9 Carlos Barreto, 10 Renan Buiatti, 11 Tiago Brendle, 12 Lucas Lóh, CT: Bernardo de Rezende

## Classifica finale
| Pos | Squadra   |
| --- | --------- |
|     | Brasile   |
|     | Argentina |
|     | Colombia  |
| 4   | Venezuela |
| 5   | Cile      |
| 6   | Uruguay   |
| 7   | Perù      |
| 8   | Guyana    |

## Premi individuali
| Premio                | Nome              | Squadra   |
| --------------------- | ----------------- | --------- |
| MVP                   | Sérgio dos Santos | Brasile   |
| Miglior palleggiatore | Bruno de Rezende  | Brasile   |
| Miglior opposto       | Evandro Guerra    | Brasile   |
| Miglior schiacciatore | Rodrigo Quiroga   | Argentina |
| Miglior schiacciatore | Ronald Jiménez    | Colombia  |
| Miglior centrale      | Facundo Imhoff    | Argentina |
| Miglior centrale      | Isac Santos       | Brasile   |
| Miglior libero        | Facundo Santucci  | Argentina |